# Takayuki Morimoto
Takayuki Morimoto (Kawasaki, 7. svibnja 1988.) bivši je japanski nogometaš.

## Klupska karijera
Igrao je za Tokyo Verdy, Catania, Novara, Al-Nasr Dubai, JEF United Chiba, Kawasaki Frontale, Avispa Fukuoka, AEP Kozani, Sportivo Luqueño i Taichung Futuro.

## Reprezentativna karijera
Za japansku reprezentaciju igrao je od 2009. do 2012. godine. Za japansku reprezentaciju odigrao je 10 utakmica postigavši 3 pogodaka.
S japanskom reprezentacijom igrao je na jednom svjetskom prvenstvu (2010.).

## Statistika
| Japan  | Japan | Japan |
| Godina | Nas.  | Gol.  |
| ------ | ----- | ----- |
| 2009   | 2     | 1     |
| 2010   | 7     | 2     |
| 2011   | 0     | 0     |
| 2012   | 1     | 0     |
| Ukupno | 10    | 3     |

## Vanjske poveznice
- National Football Teams
- Japan National Football Team Database